# Marcelo Carnaval
Marcelo Carnaval Valporto de Almeida, conhecido como Marcelo Carnaval, é um fotógrafo brasileiro. 

## Carreira
Marcelo Carnaval cursou jornalismo na Universidade Federal Fluminense e começou a carreira no Jornal do Brasil em 1985. 
Três anos depois passou a integrar a equipe carioca da revista Veja e em 1999 entrou para o jornal O Globo. Em 2017 se tornou editor-assistente de fotografia, cargo que ocupou até sua saida do jornal em 2019. Atualmente atua como fotógrafo free-lancer. 

## Prêmios
- Ibéria -1996
- Prêmio Abril de Cobertura Fotográfica -1998
- Best Newspapers Design em Nova Iorque – 2003
- Prêmio Esso de Fotojornalismo (por uma foto que mostra o desespero de uma mãe amparando no colo o filho morto a tiros em uma rua do Rio de Janeiro) – 2006
- 23º Prêmio Rey de España de Jornalismo (pela mesma foto) – 2007
- Vencedor na categoria fotografia do 36º Prêmio Vladimir Herzog de Anistia e Direitos Humanos
- Foi homenageado pela Universidade Federal Fluminense com o prêmio Prata da Casa para ex-alunos com carreiras relevantes em suas áreas - 2014

## Coberturas especiais
- Olimpíadas de Atlanta, USA  - 1996
- Força de paz brasileira em Moçambique - 1998
- Jogos Panamericanos de Winnipeg, Canadá - 1999
- Em 2006/2007 foi de carro entre o Rio e Miami fazendo reportagens sobre esportes em 12 países que viriam ao Panamericano do Rio de Janeiro.
- Jogos Panamericanos  do Rio de Janeiro, Brasil - 2007
- Descendo a África – Futebol nos países africanos que iriam disputar a Copa do Mundo na África do Sul - 2010

## Ligação externa
ABI - Associação Brasileira de Imprensa[ligação inativa]